# Brandon Knight (koszykarz)
Brandon Knight (ur. 2 grudnia 1991 w Coral Springs) – amerykański koszykarz, grający na pozycji rozgrywającego, od 2023 zawodnik Piratas de Quebradillas.
Do drużyny uniwersyteckiej Kentucky Wildcats trafił w 2010, kiedy to skończył naukę w Pine Crest School. Knight był laureatem nagrody dla najlepszego zawodnika szkół średnich w latach 2009 i 2010, przyznawanej przez Gatorade. Jako debiutant otrzymali tę nagrodę jeszcze tylko LeBron James (w latach 2002 i 2003) i Greg Oden (2005 i 2006). W 2010 wystąpił w meczach gwiazd McDonald’s All-American Game oraz Nike Hoop Summit.
Knight został wybrany przez Detroit Pistons z 8 numerem draftu 2011. 22 października 2012 jego debiutancki kontrakt został przedłużony przez Detroit Pistons do końca sezonu 2013/14.
31 lipca 2013 Knight został wytransferowany wraz z Khrisem Middletonem i Wjaczesławem Krawcowem do Milwaukee Bucks w zamian za Brandona Jenningsa.
19 lutego 2015 Knight został włączony w wymianę pomiędzy trzema drużynami: Phoenix Suns, Milwaukee Bucks i Philadelphia 76ers, w zakresie której przeszedł do Phoenix Suns wraz z Kendallem Marshallem. W ramach tej wymiany Phoenix oddali Tylera Ennisa i Milesa Plumlee do Milwaukee Bucks oraz pierwszą rundę w drafcie Los Angeles Lakers do 76ers. Bucks w ramach tej wymiany pozyskali również Michaela Carter-Williamsa z 76ers.
20 listopada 2015, w wygranym 114–107 meczu wyjazdowym z Denver Nuggets, Knight ustanowił nowy rekord kariery - 38 punktów.
31 sierpnia 2018 trafił w wyniku wymiany do Houston Rockets.
7 lutego 2019 w wyniku transferu dołączył do Cleveland Cavaliers.
6 lutego 2020 został wytransferowany do Detroit Pistons. 23 grudnia 2021 zawarł 10-dniowa umowę z Dallas Mavericks. 14 stycznia 2022 dołączył po raz kolejny do składu Sioux Falls Skyforce. 28 marca 2022 podpisał ponownie 10-dniowy kontrakt z Mavericks. 14 marca 2023 został zawodnikiem portorykańskiego Piratas de Quebradillas.

## Osiągnięcia
Stan na 10 października 2023, na podstawie, o ile nie zaznaczono inaczej.
NCAA
- Uczestnik rozgrywek NCAA Final Four (2011)
- Mistrz turnieju konferencji Southeastern (SEC – 2011)
- Zaliczony do I składu:
  - SEC (2011)
  - najlepszych pierwszorocznych zawodników SEC (2011)
  - turnieju SEC (2011)

NBA
- Zaliczony do I składu debiutantów NBA (2012)[18]
- Uczestnik:
  - Rising Stars Challenge (2012, 2013)
  - Skills Challenge (2013, 2015)

Inne
- MVP ligi portorykańskiej (2023)
- Lider ligi portorykańskiej w punktach (2023)